# William Herries
William Herries (Halldykes bij Lockerbie, Schotland, 4 september 1748 - Baton Rouge, VS, november 1811) was een veelzijdig bankier, verzekeraar en ondernemer. Hij maakte deel uit van de actoren die de bloeiperiode uitmaakten van de stad Oostende tijdens de Oostenrijkse periode.

## Levensloop
Herries was een zoon van William Herries en Katherine Henderson. Zijn ouders waren verarmde edellieden, stammende uit een geslacht dat minstens sinds de vijftiende eeuw op het landgoed Halldykes woonden, en dat zij echter in 1750 moesten verkopen. Een oudere zoon van het echtpaar, Charles Herries (1731-1815), werd in Londen handelaar en kolonel van een soort burgerwacht. Bij hem kreeg William zijn eerste opleiding in handels- en bankzaken.
In 1776 trouwde William met Isabella Ker (°Blackhels, Haddingtonshire, 26 december 1755). Na eerst enkele jaren voor zijn broer in Spanje te hebben gewerkt, verhuisde hij in 1780 naar Oostende, die door keizer Jozef II tot 'vrijhaven' was uitgeroepen. Hij vond er zijn zus Elisabeth (†1788) en haar man, de Engelse consul Jan Peter, evenals zijn zus Christina (†1791), die in 1781 in Oostende trouwde met de handelaar James Falls.
In 1781 stichtte Herries een handelsvennootschap, samen met de Schot George Keith. Tijdens de Vierde Engels-Nederlandse Oorlog verdiende deze firma veel geld door smokkel naar het eiland Guernsey. Hetzelfde jaar stichtte hij ook de Compagnie d'assurance de la Flandre Autrichienne, met filialen in Brugge, Gent, Londen, Hull en Cadiz. Hoewel de maatschappij nog tot in 1807 bestond, was ze niet echt winstgevend. In 1784 stichtte hij een suikerraffinaderij in Oostende.
Samen met de verzekeringsmaatschappij werd vanaf 1782 ook een bank opgericht, in associatie met de Brusselse bankier Edouard de Walckiers en met een kapitaal van 500.000 gulden. Ook de bank werd geen succes en ging in 1786 in liquidatie.
In 1789 woonde Herries in Brussel. Hij sloot zich aan bij de democratischgezinde revolutionairen die als vonckisten bekend stonden en als gevolg van de strijd met de statisten nam hij de vlucht naar Noord-Frankrijk. In de daaropvolgende jaren bleef Herries in associatie met George Keith en dreven ze handel in brandewijn. Na enkele jaren, vanaf 1797, vestigde hij zich als bankier in Parijs en hij knoopte er allerhande relaties aan. Men fluisterde dat hij een geheim agent was van de Engelse eerste minister William Pitt de Jongere. In Parijs stond hij, tijdens het Directoire, op goede voet bij Charles-Maurice de Talleyrand, Paul Barras en Joseph Fouché. Hij liet zijn eerste vrouw in de steek en hertrouwde met Thérèse Van den Clooster (†1810).  
Men verliest het spoor van Herries gedurende enkele jaren, tot hij in 1804 tevoorschijn kwam in Louisiana. Hij probeerde er een groot vastgoedproject op te zetten, maar het mislukte en hij ging bankroet. Toen zijn vrouw overleed, ging hij een relatie aan met zijn schoonzus, Eveline van den Clooster, die getrouwd was met Fulwar Skipwith, consul-generaal van de Verenigde Staten in Parijs. Het jaar daarop overleed hij en dit betekende het einde van het rusteloze leven van een man die verschillende keren in zijn leven op weg was naar rijkdom, maar telkens weer verloor.